# La Trappe Tripel
La Trappe Tripel is een Nederlands tripelbier van de brouwerij van de cisterciënzerabdij Koningshoeven van de Trappisten in Berkel-Enschot. Het bier is donkerblond en heeft een fruitige smaak. Het alcoholpercentage is 8%.
Het bier is te koop in flesjes van 33cl, flessen van 75cl, kruikjes en vaten.